# Поликарпов По-2
Поликарпов По-2 (рус. самолёт У-2) је совјетски двокрилни авион који се користио за школовање и обуку војних пилота Црвене армије и цивилних пилота у аеро-клубовима. Допунска му је била и војна намена за ограничена борбена дејства, ношење поште, санитет и за везу. У цивилне сврхе је кориштен и у пољопривреди.
До 1944. године је носио назив У-2, а познат је још под именом „Кукурузник“. Произвођен је у Совјетском Савезу од 1929. до 1953. Познат је по једноставности у производњи, одржавању и у оперативној употреби..
Произведен је у скоро 40.000 примерака, а користио се у великом броју држава, на свим континентима.

## Конструкција и развој
По-2 је био намењен да замени претходни авион у верзији У-1, која је рађена по лиценци авиона Авро 504, енглеског двокрилца из Првог светског рата. Прототип По-2 је имао клипни мотор, с ваздушним хлађењем, Швецов М-11 који је развијао 99 коњских снага (74 kW). Полетео је први пут 7. јануара 1928, при чему је пробни пилот био М. М. Громов. Показао је одличне карактеристике и видело се да ће ускоро заменити свог претходника. Посебно га је одликовало кратко полетање и слетање. Коришћен је као авион за почетно школовање пилота у Црвене армије, а цивилних у аеро-клубовима. Допунска намена му је била, у Совјетском Савезу и другим земљама за ограничена борбена дејства, ваздушна пошта, веза, санитет и у пољопривреди. Авион под називом У-2 је имао значају улогу у предратној обуци, па се сматра да је на њему школовано око 100.000 пилота. 1944. године, након смрти творца и конструктора овог авиона Поликарпова, у његову част је промењен назив у „Поликарпов По-2". Под овим именом нажалост није дуго произвођен, јер је производња била прекинута 1949. године, али су се ипак многи примерци у Совјетском Савезу производили све до 1953. у радионицама Аерофлота. Док је по лиценци проузвођен у Пољској са ознаком CSS-13, и у Чекословачкој као По-2 (касније Л-62) све до 1959. Авион је имао доста успеха, и с обзиром да је произведен у скоро 40000 примерака, сматра се једним од најуспешнијих типова авиона опште намене поред Антонова-2 (20.000+) и Цесне 172 (енгл. Cessna 172) (40.000+).

## Верзије
Прва произведена верзија под ознаком У-2АО, а касније У-2АС, 1931. је била намењена за пољопривредне радове. Остале верзије за употребу у пољопривредним радовима су се након рата производиле под ознаком По-2АП. Надимак „кукурузник“ је добио управо по овим верзјама, јер му је за слетање било довољно поље са не више од 2 ара. Од 1932, рађена је санитетска верзија У-2АС, а са почетком Другог светског рата У-2С-2. Све верзије од 1939. су опремљене јачим мотором Швецов М-11Д, да би касније после рата користиле мотор М 11K. Следећа санитетска верзија се производи од 1941. под ознаком У-2С-3, а после рата По-2С. Поред ових наведених верзија направљени су и као авиона за ваздушну пошту: војни У-2ВС и цивилни У-2СП, затим верзије са пловцима за слетање на воду У-2М и МУ-2. У току рата, Совјетско Ваздухопловство је користило и овај лаки авион тј. адаптирану варијанту У-2ВС, под именом У-2ЛНБ (ЛНБ - је руски акроним за лаки ноћни бомбардер). Ова верзија је имала већу носивост, те је могла понети до 350 kg бомби. За потребе ратне пропаганде направљена је и верзија У-2ГН опремљена звучницима велике снаге.

## Употреба

### Војна намена
С обзиром да је повучен из производње 1953. године (у Совјетском Савезу), прилику за војну употребу је имао само током Другог светског и Корејског рата који се водио од 1950. до 1953. Током Другог светског рата коришћен је углавном у диверзанским ноћним ударима. Совјетски лаки бомбардери су заправо били у стању да лете готово нечујно преко немачких положаја и да испуштају бомбе директно у ровове, овим су изазивали поремећај спавања и реметили будност непријатељских војника. Немачки војници су врло брзо дали надимак „машина за шивење“. Авион је имао добре маневарске способности, био је једноставан за пилотирање и били су у стању да спроведе јдинствене операције, које други авиони нису могли. Али са друге стране из њега се јако тешко пуцало, с обзиром да је двокрилац. Велики непријатељ су им били ноћни рефлектори који су били у стању да засене посаду, који је тада често губила оријентацију. Многе јединице У-2 авиона су познате по чисто женској посади, 588. гарда НБАП, која је касније преименована у 46. ГНБАП. Њен први командант је била мајор Јевдокја Берчанскаја. Немци су овом пуку дали надимак „Ноћне вештице“. Јекатарина Васиљевна Рјабовова и Нађа Васиљевна Поповова су током једне вечери имале чак 18 летова. Многе од њих су на крају рата имале и више од 800 летова.

### По-2 у Југославији
Поликарпов По-2 се у Југославији први пут појављује у саставу Ескадриле за везу на Вису, септембра 1944. године, када су примљена прва четири примерка. После Другог светског рата је набављено додатних стотинак примерака, употребљиваних у летачким школама и тренажним јединицама, као и за потребе појединих команди и јединица ЈРВ. У Ваздухопловном савезу Југославије је од 1951. године па до краја седамдесетих година прошлог века коришћено око 90 авиона тог типа, повучених из уполребе у ЈРВ. Иако већ одавно више не лете, један примерак цивилне регистрације YU-CNS, војноевиденцијског броја 0045 је Музеј Југословенског ваздухопловства мењао са приватном
збиркам Жан Баптисте Салиса за реплику авиона Нијепор XI. која је данас изложена у збирци МЈВ. Поменути По-2 рестауриран и обојен у боје Ваздухопловног савеза Југославије, јос увек лети и редовно учествује на аеро-митинзима и скуповима олдтајмера широм Европе. Један По-2, фабричког броја О1021, серијског броја 0089 и регистрације YU-CNT је излозен у пославци МЈВ; док други По-2В, фабричког броја 01096, серијског 0105 и регистрације YU-CNP чека на рестаурацију у депоу МЈВ. У Југославији је Поликарпов По-2 доживео низ модификација, а најзначајнија је свакако преправка на другу погонску групу. Како су оригиналним звездастим
петоцилиндрицним моторима типа М-11Д истекли сви ресурси, а набавка нових из Совјетског Савеза није била могућа, на више од 80 авиона је извршена модификација и уградња линијског шестоцилиндричног мотора Валтер Минор 6/III. Куриозитет је да је касније већина тих авиона поновно враћна на претходни стандард и на оригиналну моторску групу М-11Д, када је из Совјетског Савеза, после поновног успослављања
сарадње, након прекида изазваног Резолуцијом ИБ набављена већа количина оригиналних мотора.

## Корисници
- Албанија - Примли су четири авиона 1951. и користили их све до 1964.
- Бугарска - 10 авиона 1949 — 1969.
- Народна Република Кина
- Чехословачка - под ознаком К-62
- Финска - користили су четири заробљена авиона.
- Француска - По-2С у Нормандија-Ниемен јединици.
- Трећи рајх - Луфтвафе користио заробљене авионе.
- Источна Немачка
- Мађарска - Мађарски спортски биро је управљао неким авиона пре мађарске револуције 1956.
- Монголија
- Северна Кореја
- Пољска - Ваздухопловство Пољске, аеро-клубови, болнице и авио-превоз.
- Румунија - Ваздухопловство Румуније
- СССР
- Турска
- Југославија - РВ и ПВО СФРЈ
  - 4. бомбардерска авијацијска дивизија
    - 41. бомбардерски авио-пук - Сарајево
    - 42. бомбардерски авио-пук - Сарајево

  - Самосталне јединице
    - Извиђачки авио-пук - Сарајево
    - Транспортни авио-пук - Београд